# Canonical Ltd.
Canonical Ltd. je privatna tvrtka koju je osnovao (i koju financira) južnoafrički biznismen Mark Shuttleworth za promociju projekata slobodnog softvera. Canonical je registriran na otoku Man, gdje se nalazi i sjedište tvrtke, a zapošljava radnike širom svijeta.

## Softverski projekti otvorenog koda koje sponzorira Canonical
- Ubuntu, distribucija Linuxa bazirana na Debianu.
- Bazaar, decentralizirani sustav kontrole revizija.
- Launchpad, web aplikacija koja omogućava razvoj i održavanje slobodnog softvera. Sadrži više komponenti: sustav za pohranjivanje izvornog koda i kontrolu revizija, sustav za praćenje greški, sustav za praćenje specifikacija i novih mogućnosti softvera, sustav za lokalizaciju (prevođenje) softvera.

## Promocijski projekti otvorenog koda koje sponzorira Canonical
- Software Freedom Day, globalna godišnja proslava posvećena slobodnom softveru.[1]
- Go Open Source, dvogodišnja (od 2004. do 2006. godine) južnoafrička kampanja stvaranja svjesnosti i educiranja o softveru otvorenog koda. U sklopu kampanje osnovana je grupa Geek Freedom League za promociju softvera otvorenog koda, kao i The Open CD, kolekcija slobodnog i otvorenog softvera koji se mogu koristiti na Microsoft Windowsu i pokrivaju najčešće zadatke.[2]

## Vanjske poveznice
- Službena web stranica